# Quartier Necker
Le quartier Necker est le 58e quartier administratif de Paris situé dans le 15e arrondissement.

## Localisation

Les quartiers du.

Situé à l'est de l'arrondissement, le quartier Necker correspond à l'espace initialement non habité entre Paris et l'ancienne commune de Vaugirard. S'étendant sur 157 hectares, il est délimité au nord par le boulevard du Montparnasse, une portion de la rue de Sèvres et de l'avenue de Saxe, puis de l'avenue de Suffren, à l'ouest par la rue de la Croix-Nivert, au sud par la rue Mademoiselle, la rue Cambronne et la rue de la Procession, et à l'est par une partie des lignes de la gare Montparnasse (les voies les plus à l'est dépendent en effet du 14e arrondissement), et la rue du Départ.

## Sites particuliers
La gare et la tour Montparnasse sont certainement les lieux les plus connus du quartier. Autour de la gare, le quartier a été rénové, et présente actuellement de hauts immeubles d'habitation et de bureaux, un parc (le jardin Atlantique) construit sur une immense dalle au-dessus des voies ferrées, des centres commerciaux. Enfin, le quartier Necker accueille de nombreux édifices publics parmi lesquels le lycée Buffon, l'hôpital Necker-Enfants malades et l'Institut Pasteur.

### Lieux de culte

#### Culte catholique
- Chapelle Saint-Bernard-de-Montparnasse, place Raoul-Dautry, dans les sous-sols de la gare de Paris-Montparnasse.
- Église Saint-Jean-Baptiste-de-La-Salle, au 70, rue Falguière.

#### Culte orthodoxe
- Église Saint-Séraphin-de-Sarov, au 91, rue Lecourbe (archevêché des églises orthodoxes russes en Europe occidentale).
- Chapelle cathédrale Notre-Dame-de-Tendresse, au 2, rue Clouet (patriarcat orthodoxe des Nations, considéré non canonique).

### Musées
- L'Adresse Musée de La Poste, au 34, boulevard de Vaugirard.
- Musée Bourdelle, au 16, rue Antoine-Bourdelle.
- Musée du Général-Leclerc-de-Hauteclocque-et-de-la-Libération-de-Paris – musée Jean-Moulin, dans le jardin Atlantique.
- Musée Pasteur, au 25, rue du Docteur-Roux.

## Démographie
- Population du quartier Necker[2] :

| Année | Population | Densité (hab. par km²) | Croissance annuelle depuis le dernier recensement |
| ----- | ---------- | ---------------------- | ------------------------------------------------- |
| 1861  | 15 911     |                        | création                                          |
| 1954  | 54 418     |                        |                                                   |
| 1962  | 56 173     |                        |                                                   |
| 1968  | 52 319     |                        |                                                   |
| 1975  | 47 455     |                        |                                                   |
| 1982  | 47 948     |                        |                                                   |
| 1990  | 47 940     |                        |                                                   |
| 1999  | 46 932     |                        |                                                   |
| 2006  |            |                        |                                                   |